# نهرکن

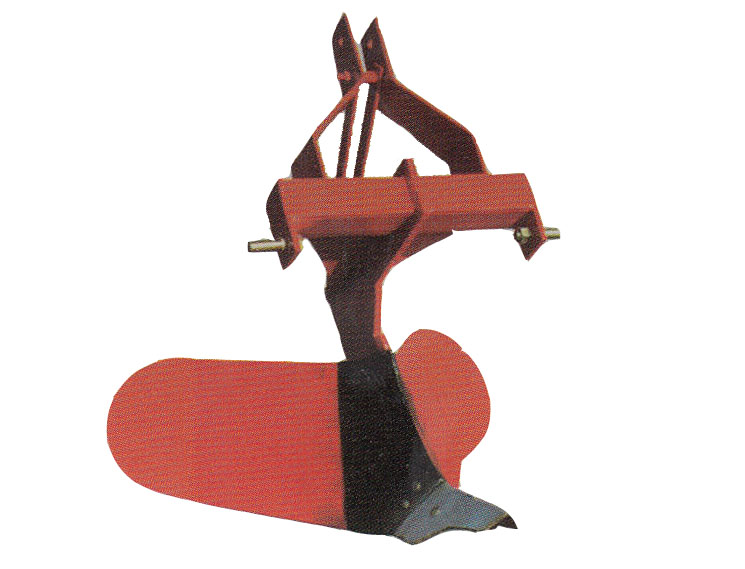
نهر کن

نهر کن (به انگلیسی:Forrower) یکی از ادوات کشاورزی است که برای ایجاد نهر (جوی آب) در مزارع به کار می‌رود.

## ساختار نهرکن
ترکیبی است از دو خیش که از قسمت پیشانی به هم متصل شده و خاک را همزمان به راست و چپ برمی‌گردانند و در زمین کشاورزی نهر ایجاد می‌کنند. تیغه‌ها به شکل مثلث هستند و از وسط انحنا دارد. صفحات خاک برگردان نسبت به هم ثابت یا قابل تنظیم می‌باشد. در برخی نهرکن‌ها خاک برگردان‌ها به صورت لولایی به تنه اتصال دارند، و می‌توان با یک پشت بند قابل تنظیم فاصله آنها را نسبت به هم کم و زیاد کرد. در این صورت عرض جوی تغییر می‌کند. با تغییر وضعیت بازوهای اتصال سه نقطه تراکتور می‌توان عمق نهر را تنظیم نمود.

## کاربرد
از این دستگاه برای ایجاد نهرهای اصلی و فرعی لازم برای آبیاری مزارع استفاده می‌شود.

## نحوه استفاده
برای استفاده از این وسیله باید آن را به تراکتور متصل کرد. اتصال توسط اتصال سه نقطه انجام می‌شود. نهرکن توسط بازوهای هیدرولیکی تا عمق موردنیاز به پایین رانده می‌شود و در حین حرکت به دنبال حرکت تراکتور یک جوی ایجاد می‌شود.